# Tim Bowness
Tim Bowness (Latchford, 29 novembre 1963) è un cantante, musicista e compositore inglese.

## Biografia
Tim Bowness, nato il 29 Novembre 1963 a Warrington nel Cheshire, è famoso soprattutto per essere la voce dei No-Man, un gruppo musicale in attività sin dal 1987 che ruota attorno al duo con Steven Wilson, il leader dei Porcupine Tree. Il suo stile vocale è intimo, delicato e confidenziale, sussurrato in stile crooner.
Fra le maggiori influenze di Bowness, Peter Hammill, Robert Wyatt, David Bowie, e Nick Drake, con un interesse forte e continuo per quelli che Bowness descrive come cantanti / cantautori "ossessivi": Scott Walker, Nico, Kevin Coyne, e Tim Buckley.
Bowness ha registrato numerosi album con i No-Man (per le etichette discografiche One Little Indian, Sony/Epic e KScope), ed è apparso in svariate collaborazioni con artisti internazionali; ha duettato con Alice, OSI e il chitarrista David Torn.
Nel 1994 ha inciso l'album Flame in collaborazione con Richard Barbieri, tastierista dei Porcupine Tree / Japan / Rain Tree Crow.
Bowness va considerato come una sorta di fulcro attorno al quale ruotano numerosi altri gruppi di musicisti. Infatti, ha collaborato con Richard Barbieri, Samuel Smiles, Peter Chilvers, Centrozoon, Nosound, Slow Electric, Henry Fool, Andrew Keeling, Fjieri. Rilevante la sua collaborazione con membri del collettivo che ruota attorno ai King Crimson di Robert Fripp, come Tony Levin e Pat Mastelotto.
Ha prestato la sua voce a collaborazioni con i Centrozoon, collettivo di musica elettronica tedesca e con il gruppo di elettro-improvvisatori britannici Darkroom.
È il cantante e chitarrista per il gruppo Henry Fool; ha cantato anche con i Memories Of Machines e con la jazz band anglo estone, Slow Electric.
Fra il 1992 e il 2000 è stato cantante (e occasionalmente secondo chitarrista) per Samuel Smiles.
Bowness collabora da tempo in duo con il polistrumentista Peter Chilvers (con il quale ha lavorato anche in Samuel Smiles e Henry Fool).
Con Chilvers ha prodotto un album nel 2002, per lo più basata su voce e tastiere (prevalentemente pianoforte), intitolato California, Norfolk.
Dopo anni di collaborazioni, nel 2004 Bowness ha finalmente prodotto il suo album di debutto da solista, My Hotel Year, rilasciato per l'etichetta One Little Indian. In questo album, Bowness ha continuato ad avvalersi di collaboratori vecchi e nuovi (tra gli altri, Roger Eno e Hugh Hopper).
In seguito è apparso con la band italiana Nosound e con i gruppi norvegesi White Willow e The Opium Cartel.
Nel 2009, Bowness ha scritto e prodotto a quattro mani con Judy Dyble, l'ex cantante dei Fairport Convention l'album Talking with Strangers. Nel disco, fra gli altri musicisti, figurano anche Robert Fripp, Ian McDonald, Simon Nicol, Jacqui McShee e Julianne Regan.
Nel mese di aprile 2011 è stato pubblicato su etichetta Mascot Warm Winter, l'album di debutto dei Memories of Machines, nel quale spiccano le performance di Robert Fripp, Peter Hammill, Julianne Regan.
Ad ottobre 2011 ha visto la luce l'album di debutto degli Slow Electric, pubblicato su etichetta Panegyric.
Il secondo album da solista di Bowness, Abandoned Dancehall Dreams è stato pubblicato il 23 giugno 2014 su etichetta Inside Out Music. Il disco è stato prodotto da Bowness e mixato da Steven Wilson; fra i collaboratori, Pat Mastelotto, Colin Edwin ed il compositore classico Andrew Keeling. Richard Barbieri e Grasscut hanno fornito mix per il disco bonus.
Un video musicale per The Warm Up Man Forever (diretto da Miles Skarin di Crystal Spotlight) è stato premiato online a maggio e Abandoned Dancehall Dreams ha collezionato alcune fra le migliori recensioni della carriera di Bowness.
Dopo aver ricevuto approvazioni positive dalla rivista Prog and Classic rock, l'album ha raggiunto No. 18 nelle classifiche ufficiali Rock del Regno Unito ed il primo posto nel mese di luglio 2014 e di agosto 2014 nelle classifiche della rivista Prog Magazine.
Nel marzo del 2019 pubblica il suo quinto album come solista intitolato Flowers at the Scene con la partecipazione di Peter Hammill, Kevin Godley e Andy Partridge. 
Ad agosto 2020 esce il sesto album di Tim Bowness, Late Night Laments, pubblicato da Sony. Il disco mette un po' da parte il genere progressive per abbracciare atmosfere più pop incentrate su di un forte intimismo. I testi oscuri sono bilanciati da atmosfere musicali intimistiche ma che tendono a risollevare e rincuorare l'ascoltatore. A proposito del disco, Tim ha affermato: "Ho immaginato l'album come un'esperienza di ascolto in cuffia a notte fonda e l'ho immaginato come una rappresentazione di qualcuno (rinchiuso in un piccolo mondo di "comode sedie", dischi, film e libri preferiti) perso in una bellissima sensazione, mentre ascolta in sottofondo il mormorio delle notizie”. Un'immagine che viene ripresa dalla copertina. 
Mixate dal suo collaboratore No-Man di lunga data Steven Wilson e masterizzate da Calum Malcolm (The Blue Nile, Prefab Sprout), le canzoni provengono da validissimi musicisti di supporto tra cui Richard Barbieri, Colin Edwin, Kavus Torabi, Melanie Woods, Tom Atherton e Evan Carson.

## Discografia
- My Hotel Year (One Little Indian, 2004)
- Abandoned Dancehall Dreams (Inside Out Music, 2014)
- Stupid Things That Mean the World (Inside Out Music, 2015)
- Lost in the Ghost Light (Inside Out Music, 2017)
- Flowers at the Scene (Inside Out Music, 2019)
- Late Night Laments (Sony Music, 2020)
- Butterfly Mind (Inside Out, 2022)